# Julio César Strassera
Julio César Strassera (Comodoro Rivadavia, 18 de septiembre de 1933-Buenos Aires, 27 de febrero de 2015) fue un abogado argentino, juez y fiscal, conocido por haber estado a cargo de la fiscalía en el juicio en el cual resultaron condenados por violaciones de derechos humanos algunos integrantes de tres de las cuatro Juntas Militares que gobernaron la Argentina durante la dictadura autodenominada Proceso de Reorganización Nacional.

## Biografía

### Actuación durante la dictadura
Nació en 1933 en Comodoro Rivadavia, pero luego se mudó a la ciudad de Buenos Aires. Tras un matrimonio fallido y varios trabajos, comenzó a estudiar derecho a los 25 años recibiéndose cinco años después.
En 1976 fue nombrado secretario de juzgado. En los inicios de la dictadura (1976-1983) fue nombrado fiscal federal por la Junta Militar y en 1981 fue promovido como juez federal de sentencia. Como fiscal y como juez, se encargó de hábeas corpus solicitados por presos políticos, varios denegados, entre ellos el que pidió el exgobernador de la provincia de Santa Cruz, Jorge Cepernic, dirigente cercano a la organización Montoneros. Cepernic había sido detenido, puesto a disposición del poder ejecutivo y confiscados todos sus bienes. Strassera dijo el 19 de marzo de 1979, cuando era fiscal federal, acerca del pedido:

“(…) la privación de libertad (…) encuentra su legitimidad en la misma Constitución Nacional -indudablemente reformada por el Estatuto del Proceso de Reorganización Nacional y el Acta- de tal suerte que el artículo 2º, inciso e) de esta última constituye una norma de idéntica jerarquía que la contenida en el artículo 23 de aquella, en cuanto faculta al Poder Ejecutivo Nacional para arrestar personas a su exclusiva disposición, en tanto las circunstancias excepcionales por las que atraviesa el país así lo aconsejen. En consecuencia parece claro que impugnar la Resolución Nº2 de la Junta Militar so color de repugnar a la Constitución Nacional resulta inadmisible pues (…) ello equivale a afirmar que la Constitución es inconstitucional”.

Otra causa de relevancia política en la que intervino fue el procesamiento de las familias Graiver y Papaleo, perseguidas por la dictadura y vinculadas a Papel Prensa. Strassera reconoció que le había tomado declaración a Lidia Papaleo mientras se encontraba detenida, en relación con la causa de la vinculación de quien fue su esposo, David Graiver (quien fuera dueño de Papel Prensa), pero negó que la causa se relacionara con la empresa papelera que la familia Graiver/Papaleo cediera durante la dictadura a los grupos Clarín y La Nación, sino con el eventual financiamiento de la organización guerrillera Montoneros. Otras fuentes han negado el relato de Strassera y le han imputado haber violado los derechos humanos de Papaleo y colaborar con la dictadura en el desapoderamiento de Papel Prensa.
Como fiscal intervino en el caso del asesinato de sacerdotes y seminaristas conocido como Masacre de San Patricio y solicitó el sobreseimiento provisional de la causa por no haber elementos para individualizar a los autores, lo cual fue aceptado por el juez Rivarola. Siete años después, la causa se reabrió por el juez Blondi por pedido del padre Cornelio Ryan, delegado provincial de la Comunidad palotino irlandesa, que solicitó se tomara en cuenta el testimonio de los dos jóvenes que observaron parte del operativo. Su controvertida actuación durante el proceso le valdría varias críticas. En el proceso tuvo un gesto horrible y de un maltrato a los detenidos superlativo. El que la destrababa era Strassera.

“Que aparezcan estos personajes despreciables yo no se lo creo, no le creo a este señor. Strassera se ocupaba de maltratarlos (a los detenidos) y ahora quiere resulta ser un señor buenito que venga a contarnos la verdad de la milanesa”

### Actuación durante la democracia
En el famoso Juicio a las Juntas de 1985 fue el fiscal acusador que lo condujo. Este juicio, resultado del decreto 158/83 de Raúl Alfonsín, según lo exigía el entonces Código de Justicia Militar, se realizó contra nueve integrantes de las Juntas Militares (incluyendo jefes de Estado) que gobernaron Argentina durante el autodenominado Proceso de Reorganización Nacional entre 1976 y 1983, que terminó con la condena de cinco de ellos, de los cuales solo dos fueron condenados a cadena perpetua. Fue el primer proceso masivo en contra de comandantes militares por el asesinato masivo de personas desde los Juicios de Núremberg, el único en el mundo hecho por tribunales civiles.
El 4 de octubre de 1984, la Cámara Nacional en lo Criminal y Correccional Federal de la Capital Federal (tribunal civil) asumió la parte acusatoria; según lo explicó Strassera, en una entrevista:

Lo que sucede es que ni yo mismo pensé que podíamos llegar a la instancia del juicio a las juntas. Se había modificado el código de justicia militar... se había establecido que para esta clase de juicio -para los juicios que se iban a instrumentar con motivo del decreto 158- el tribunal originado iba a ser el Consejo Supremo de las Fuerzas Armadas y que si este no cumplía su labor en tiempo propio, la cámara podía abocarse. Yo jamás me imaginé que el Consejo Supremo de las Fuerzas Armadas se iba a negar a juzgar.

 Strassera llevó a cabo la acusación a las juntas, como autorizaba la ley 23.049 aprobada en febrero de ese año, asistido por Luis Gabriel Moreno Ocampo. El juicio se realizó entre el 22 de abril y el 14 de agosto de 1985. Se trataron 281 casos.
En el juicio realizó de viva voz la acusación pública contra los dictadores, que constituye un documento histórico y una pieza fundamental en la defensa de los derechos humanos.
Strassera cerró su alegato con esta frase:

Señores jueces: quiero renunciar expresamente a toda pretensión de originalidad para cerrar esta requisitoria. Quiero utilizar una frase que no me pertenece, porque pertenece ya a todo el pueblo argentino. Señores jueces: Nunca más.

El 9 de diciembre se dictó la sentencia condenando a Jorge Rafael Videla y Eduardo Massera a reclusión perpetua, a Roberto Viola a 17 años de prisión, a Armando Lambruschini a 8 años de prisión y a Orlando Ramón Agosti a 4 años y 6 meses de prisión. Por las características que tuvo, la condena a las juntas militares realizada por un gobierno democrático constituye un hecho sin precedentes en el mundo, que contrastó fuerte con las transiciones negociadas que tuvieron lugar en aquellos años en Uruguay, Chile, Brasil, España, Paraguay, Portugal y Sudáfrica.
Después del juicio, fue el representante argentino ante los organismos de derechos humanos con sede en Ginebra, y con motivo de los indultos de los militares dispuestos por el presidente Menem  se retiró de la función pública y se dedicó a su actividad como abogado y a participar en la Asamblea Permanente por los Derechos Humanos (APDH), organización de la que formó parte integrando su presidencia.
Se afilió a la Unión Cívica Radical(UCR) en 2003, partido al que siempre voto.
En 2006 defendió a Aníbal Ibarra en el juicio político por el que fue removido de su cargo de Jefe de Gobierno de la Ciudad de Buenos Aires, a causa del incendio sucedido en la discoteca Cromagnón.

### Últimos años
En diciembre de 2008 opinó en una entrevista que el gobierno kirchnerista quería prolongar los juicios por delitos de lesa humanidad para utilizarlos como bandera, y que prolongaban los juicios para poder sacar provecho político.

"Estas causas son muy complicadas. Pero el poder ejecutivo no las quiere tratar porque le conviene prolongarlas ya que las quieren usar como bandera de los derechos humanos, de la que se ha adueñado"[...]"si las elecciones de 1983 las hubiera ganado este oficialismo, no hubiera habido ningún juicio contra los militares".

A pesar de las aprehensiones de Strassera, entre 2009 y 2010 se iniciaron las investigaciones y juicios por delitos de lesa humanidad, por los que hubo más de 400 procesados.
En febrero de 2015, quien era secretario general de la Presidencia, Aníbal Fernández, le reprochó a Strassera haber apoyado la marcha que convocaron los fiscales para el 18 de febrero de 2015, con motivo de cumplirse un mes de la muerte del fiscal Alberto Nisman, quien había denunciado a la presidenta, Cristina Fernández de Kirchner, días antes. Fernández lo criticó además por negar, durante la dictadura, el habeas corpus cuando detuvieron al exgobernador santacruceño Jorge Cepernic. 
El exfiscal respondió: "El doctor Fernández es el ariete del poder ejecutivo y repite lo que le mandan a decir. No tengo ninguna sorpresa, no es la primera vez que pasa esto" y lo desafió a presentar "un solo hábeas corpus que hayan firmado él como los Kirchner, tanto Cristina como Néstor. Si firmaron el de Cepernic, que por supuesto no lo firmaron, que me den la lista de los hábeas corpus que firmaron (...) Fernández ignora qué trámites se hacía en los hábeas corpus durante la época de la dictadura porque se rechazaban todos, algunos por falta de información del poder ejecutivo (...) En el caso concreto de Cepernic estaba a disposición del poder ejecutivo, prácticamente no funcionaba la Constitución, así que es absurda esa crítica".

### Fallecimiento
Strassera falleció el 27 de febrero de 2015 en la Clínica San Camilo del barrio de Villa Crespo, Buenos Aires, debido a una grave infección intestinal y un cuadro de hiperglucemia tras permanecer internado diez días en terapia intensiva.
Luis Moreno Ocampo recordó su trabajo junto a Strassera en el histórico juicio a los líderes de las Juntas Militares en una columna publicada en el Diario Perfil:

Julio Strassera es un prócer argentino pero su estatua no va a tener caballo ni sable. El escultor tendrá que representar sus armas: la verdad y la ley. Entre 1983 y 1985 Argentina construyó los cimientos de la democracia y en ese momento clave Julio Strassera hizo una contribución fundamental, representó a toda una sociedad harta de crímenes y abusos de poder que había votado por investigar el pasado y hacer justicia.

El 11 de septiembre de 1985, en el marco solemne que proveía la sala de audiencias de la Cámara Federal con sus enormes ventanas con vitraux y sus bancos de iglesia, estaban por primera vez todos los ex comandantes. Comenzaba la etapa final del juicio a las juntas, el momento de analizar las pruebas reunidas y pedir las condenas. La expectativa era enorme, la sala estaba abarrotada, había periodistas de todo el mundo y yo estaba sentado al lado de Julio Strassera.
Todos nos pusimos de pie cuando entraron los seis jueces. El presidente del tribunal Dr. Arslanian dio por abierto el acto y le dio la palabra a Julio Strassera, que comenzó explicando a quiénes estaba representando: “Señores jueces: la comunidad argentina en particular, pero también la conciencia jurídica universal, me han encomendado la augusta misión de presentarme ante ustedes para reclamar justicia. No estoy solo en esta empresa. Me acompañan el reclamo de más de nueve mil desaparecidos que han dejado, a través de las voces de aquellos que tuvieron la suerte de volver de las sombras, su mudo, pero no por ello menos elocuente testimonio”.
Durante tres días los ex comandantes vivieron su peor pesadilla. Sentados en un banco tuvieron que escuchar los detalles de lo ocurrido a centenares de personas que representaban a sus miles de víctimas.
La exhortación final de Julio Strassera a un “nunca más” produjo una ovación y un aplauso cerrado en la sala de audiencias que resonó en todo el mundo.
Menos de un año antes, en octubre de 1984 Julio me había recibido en su despacho en la planta baja del antiguo edificio de tribunales de la calle Talcahuano. Era un momento especial: la Cámara había decidido quitarle al fuero militar el “juicio a las juntas” y Julio era el fiscal. Quería armar un equipo especial para llevar ese caso y que su secretario y el resto de sus empleados se ocuparan de los casos ordinarios. Había que investigar miles de casos y no confiaba en la policía o los servicios de inteligencia que habían actuado bajo el comando operacional de las juntas. Su amigo Jorge Medici, que era mi jefe en la Procuración General de la Nación, le había hablado bien de mí. Yo nunca había actuado como fiscal y a Julio le pareció que eso era una ventaja. Él tenía toda la experiencia, pero necesitábamos ideas nuevas que respetaran el derecho de los acusados y al mismo tiempo juntar todas las pruebas en un tiempo récord. Finalmente Julio tomó dos decisiones inéditas en el sistema judicial argentino. Primero, la fiscalía iba a liderar la búsqueda de pruebas. Eso rompió la tradición de que fueran los jueces los que investigaban. Segundo, íbamos a seleccionar sólo los casos que se pudieran probar en ese momento, y de esa forma acreditar el plan ilegal aprobado por los comandantes. Él iba a aprobar la estrategia y yo tenía que instrumentarla. Ese encuentro cambió mi vida.
Durante los siguientes tres años Julio fue mi mentor. Yo dirigía la investigación y Julio le ponía el pecho a todas las presiones externas. Trabajamos literalmente codo a codo, Julio puso un escritorio enfrente del suyo y compartíamos el despacho.
Nuestro equipo de investigación estaba integrado por dos estudiantes de derecho, ocho jóvenes empleados de tribunales y dos jóvenes abogadas que habían recibido denuncias en la Conadep. Trabajaban amontonados en los restantes dos de los tres cuartos que ocupaba la fiscalía. Ellos hablaban con las víctimas y buscaban las pruebas imparciales que pudieran corroborar lo ocurrido. No se habían creado ni los teléfonos celulares ni internet y la computadora personal era un invento reciente fuera de nuestro alcance, así que una caja de zapatos con fichas de dos colores nos servía para cruzar la información. La tarea era enorme y trabajamos contrarreloj.
Necesitábamos que la gente confiara en nosotros y Julio, que había hecho toda su carrera en tribunales, fue la persona que les dio confianza. Hizo un reportaje donde afirmaba “tengo las pruebas contra los comandantes”. Eso le valió muchas críticas entre sus colegas, pero hizo que la gente acudiera cuando los llamábamos. Me acuerdo que los diarios anunciaron que dos jóvenes investigadores de Strassera iban a Tucumán a buscar testigos y se llenó una plaza de personas dispuestas a declarar.
Su rol protagónico fue la clave de que en solo seis meses juntáramos el nombre de dos mil testigos y miles de documentos que corroboraban lo que decían.
Julio era brillante y apasionado. Dejaba salir sus emociones, su furia y su alegría, y luego se reía de ellas. Nos íbamos a almorzar a un bodegón de la calle Talcahuano y Julio nos repetía el cuento del café de Zapata.
Zapata, que era el ordenanza de la fiscalía, le había ofrecido un café que estaba frío. Julio se enojó y, gritando, le dijo: “Zapata, usted tiene que traer el café caliente. Y si no sabe cómo, ponga el dedo dentro para probar si la temperatura está bien”. Al rato, Zapata volvió diciendo: “le traigo el café nuevo. Está probado”.

Julio podía haber estado sin dormir toda la noche, pero cuando llegaba a la sala de audiencias renacía. Mientras fumaba sus tres cajas de cigarrillos hacía comentarios sobre lo que ocurría y vapuleaba a los defensores que se ponían insolentes.

## Homenaje
Dirigentes de diversas extracciones políticas lamentaron su muerte y destacaron su rol en el fortalecimiento democrático.
La presidenta Cristina Fernández de Kirchner decretó dos días de duelo nacional por el fallecimiento del exfiscal del Juicio a las Juntas.
En el 2018 recibió de manera post mortem el premio Konex a los magistrados.
En septiembre de 2022 se estrenó la película Argentina, 1985, dirigida y coescrita por Santiago Mitre, en la cual Strassera es interpretado por Ricardo Darín.
El 8 de septiembre del 2023 en Mendoza se inauguró el paseo peatonal Strassera, sobre el boulevard de avenida Mitre, entre coronel Plaza y la avenida Godoy Cruz, en plena capital.